# 퓨얼드 바이 라멘
퓨얼드 바이 라멘(Fueled by Ramen)은 플로리다 탬파에 사무실을 두고 뉴욕을 기반으로 활동하는 레이블이다. 미국 플로리다주 게인즈빌에서 설립되었다.
현재 워너 뮤직 그룹이 소유하고 있다.

## 역사
설립자 존 재닉이 고교 재학 시절 처음 구상하였으나, 본격적으로 실행에 옮긴 것은 게인즈빌에 위치한 플로리다 주립 대학에 입학 후 레스 댄 제이크의 드러머이자 작사가인 비니 피오렐로를 만난 후이다. 1998년, 레이블은 지미 잇 월드의 셀프 타이틀 EP를 발매하였는데, 5곡이 수록된 이 앨범은 애리조나에서 온 밴드와 레이블 모두에게 일거양득을 안겨주었다. 늘어가는 수요와 라디오 방송 수에 힘입은 레이블은 같은 해 처음으로 사무실을 내게 된다.
2004년, 폴 아웃 보이의 피트 웬츠가 시카고에서 막 인기몰이를 시작한 밴드, 더 아카데미 이즈...에게 레이블을 소개한다. 이 시카고 밴드는 이듬해 데뷔 앨범 Almost Here을 발매하였다. 앨범 발매 후, 피트 웬츠는 재닉의 조력을 통하여 데카당스 레이블을 설립하였다. 데카당스는 얼터너티브 힙합그룹 짐 클래스 히어로즈부터 인디 팝 듀오인 더 허쉬 사운드에 이르는, 다양한 장르를 자신들만의 개성으로 멋지게 해석한 밴드들을 발굴하고 그 앨범을 발매하였다. 2005년 9월, 데카당스와 퓨얼드 바이 라멘은 A Fever You Can't Sweat Out을 공동으로 작업했는데, 이 앨범은 라스베이거스 출신 밴드 패닉! 앳 더 디스코의 것이었다. 1년도 지나지 않아 "A Fever"은 플래티넘 음반이 된다.
2007년, 레이블은 맨하탄의 중심가에 사무실을 내고 패러모어의 앨범 Riot!을 발매, 빌보드 차트 20위로 데뷔시키는 성과를 거둔다. (최근 이 앨범 역시 플래티넘 레코드에 올랐다.) 이듬해 발매된 패닉 앳 더 디스코의 2번째 앨범 Pretty. Odd.는 발매된 주에 빌보드 차트 2위에 등극, 첫 주에만 139,000장이 넘는 판매고를 올렸다. 2009년, 패러모어의 신보 brand new eyes가 2위로 데뷔, 첫 주 판매량 175.000장을 돌파하여 레이블 역사상 가장 빠르게 팔려 나간 앨범이 되었다.

## 관련 음악가
이 목록은 공식 웹사이트와, 레이블의 디스코그라피를 참조함.discography.

### 활동 중인 음악가
- 더 아카데미 이즈...
- 더 캡
- 코브라 스타쉽
- 포기브 더든
- 더 프라이데이 나이트 보이즈
- 짐 클래스 히어로즈
- 패닉! 앳 더 디스코
- 패러모어
- 파워스페이스
- 펀
- 어 로켓 투 더 문
- 디스 프로비던스
- 트웬티 원 파일럿스(twenty one pilots)
- 더 스웰러즈
- 버사이멀지
- 원 오크 락
- 올 타임 로우
- 어게인스트 더 커렌트

### 활동하지 않는 음악가
- 애니멀 친
- 앤 베레타
- 아포칼립스 호보켄
- 오토파일럿 오프
- 빅위그
- 캐딜락 블라인드사이드
- 더 커세이 웨이
- 큐트 이즈 왓 위 에임 포
- 데이즈 어웨이
- 디스카운트
- 프로더스
- 펀 사이즈
- 더 히포스
- 홈 그로운
- 더 허쉬 사운드
- 더 임파서블즈
- 저지
- 키싱 카오스
- 림프
- 미드 카슨 줄라이
- 악토버 폴
- 팬텀 플래닛
- 폴렌
- 리커버
- 로이
- 슬릭 슈즈
- 슬로우리더
- 스웽크
- 더 스테레오
- 틴 아이돌즈
- 위퍼스내퍼
- 옐로카드
- The Æffect

### 출신 음악가
- The A.K.A.s (Are Everywhere)!
- 블루라인 메딕
- 폴 아웃 보이
- 파운데이션
- 지미 잇 월드
- 케인 후더
- 레스 댄 제이크
- 라이프타임
- 더 피에스타터즈
- 펀치라인

## 관련 활동
- 데카당스 레코드

## 참고 문서
1. ↑  http://fueledbyramen.com/press/fueledbyramen/fueledbyramen.bio.pdf 보관됨 2018-04-17 - 웨이백 머신 퓨얼드 바이 라멘의 공식 일대기
2. ↑  “Fueled By Ramen - Bands”. 2009년 3월 12일에 원본 문서에서 보존된 문서. 2009년 11월 28일에 확인함.